# Alcubilla de Avellaneda
Alcubilla de Avellaneda ist eine kleine nordspanische Gemeinde (municipio) mit 107 Einwohnern (Stand: 2024) im Westen der Provinz Soria in der Autonomen Region Kastilien-León. Die Gemeinde gehört zur bevölkerungsarmen Serranía Celtibérica. Neben dem Hauptort Alcubilla de Avellaneda besteht die Gemeinde aus den Ortschaften Alcoba de la Torre und Zayas de Báscones.

## Lage und Klima
Die Gemeinde Alcubilla de Avellaneda liegt in ca. 925 m knapp 65 km (Fahrtstrecke) westlich von Soria. Das Klima ist gemäßigt bis warm; Regen (ca. 542 mm/Jahr) fällt überwiegend im Winterhalbjahr.

## Bevölkerungsentwicklung
| Jahr      | 1970 | 1981 | 1991 | 2001 | 2011 | 2021 |
| Einwohner | 395  | 309  | 268  | 215  | 163  | 116  |

## Sehenswürdigkeiten
- Burgreste von Alcoba de la Torre
- Magdalenenkirche (Iglesia de Santa María Magdalena)
- Romanuskirche in Alcoba de la Torre
- Marienkapelle in Alcoba de la Torre
- Herrenhaus in Alcubilla de Avellaneda

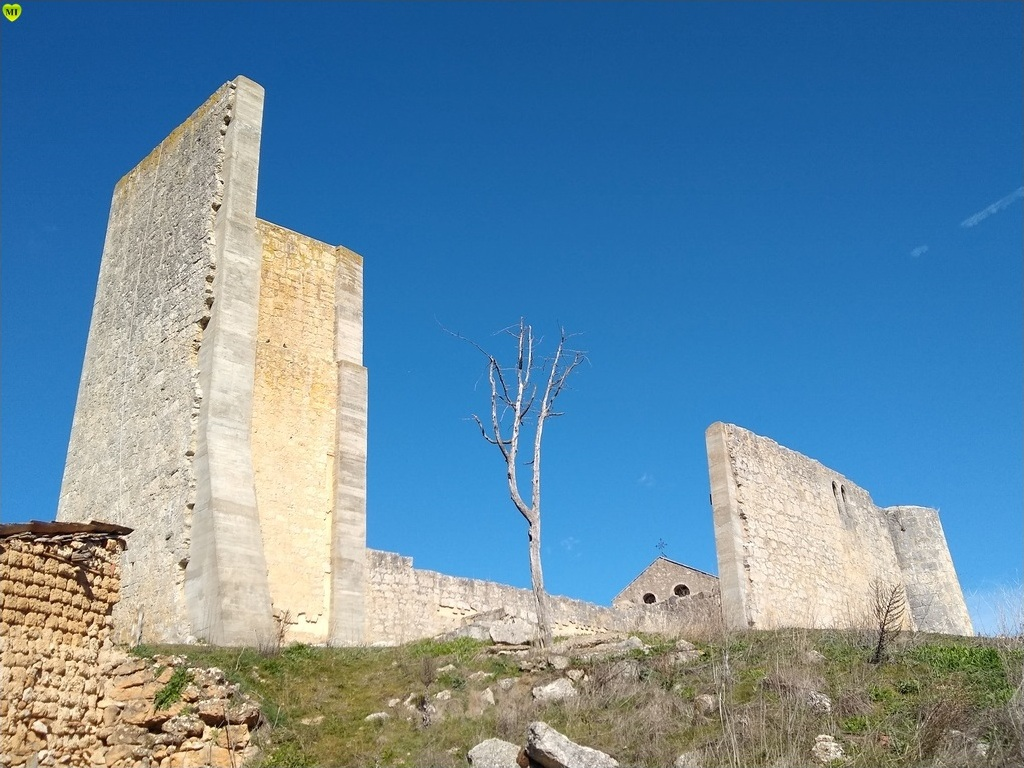
Burgreste
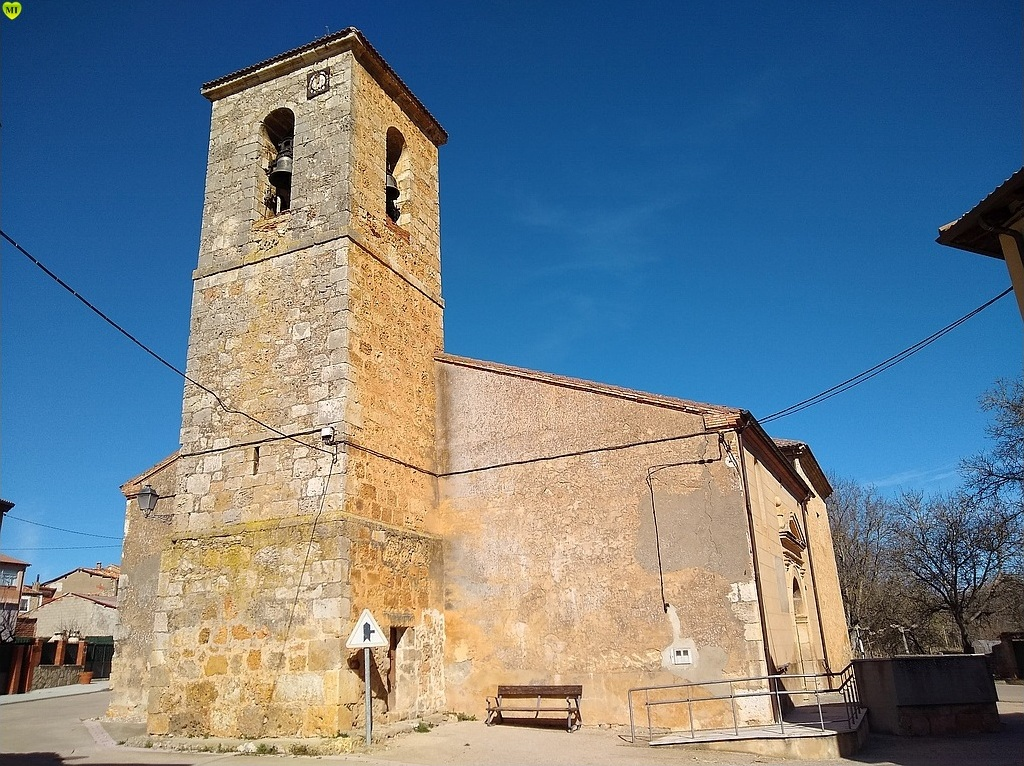
Magdalenenkirche
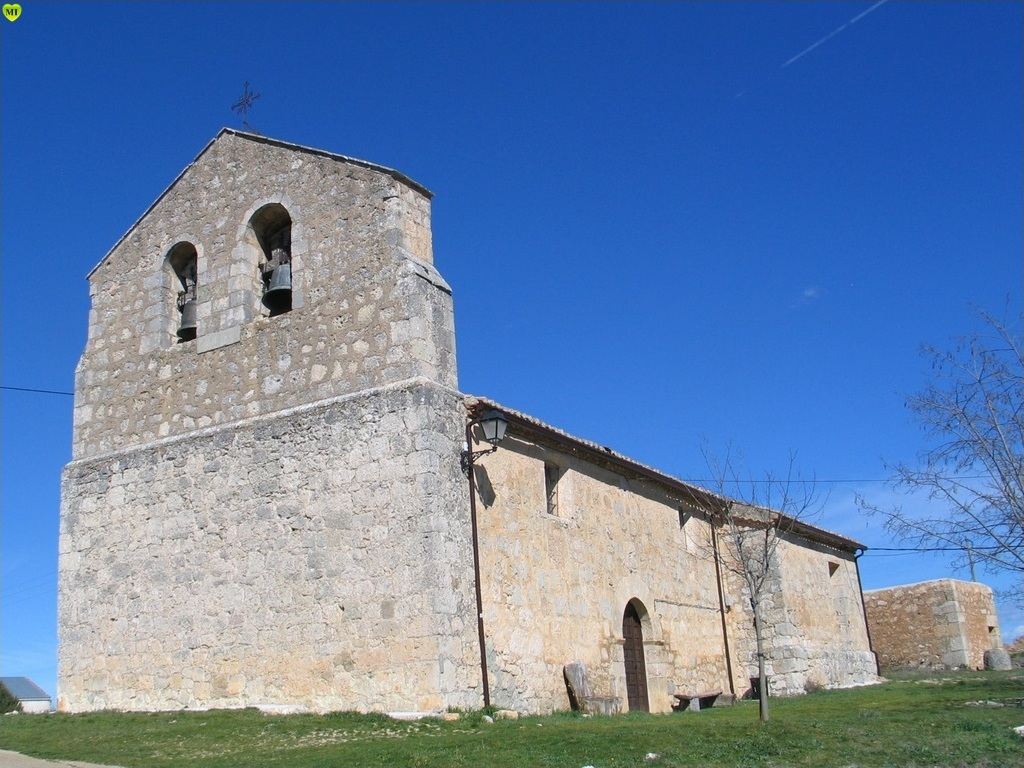
Romanuskirche
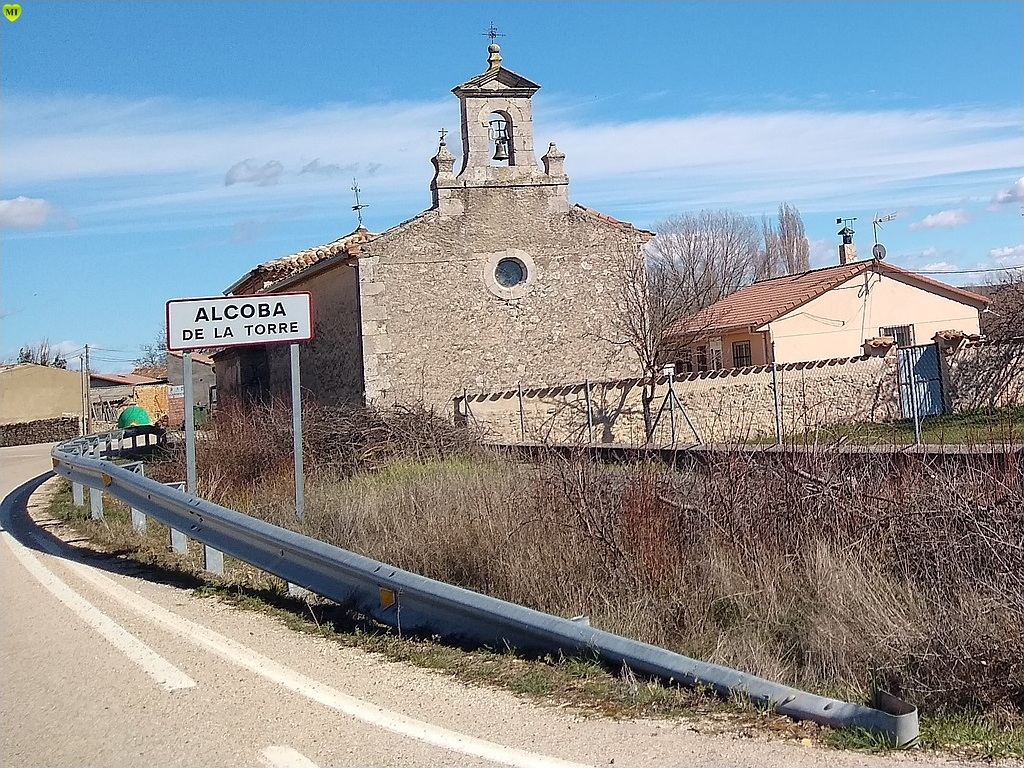
Marienkapelle
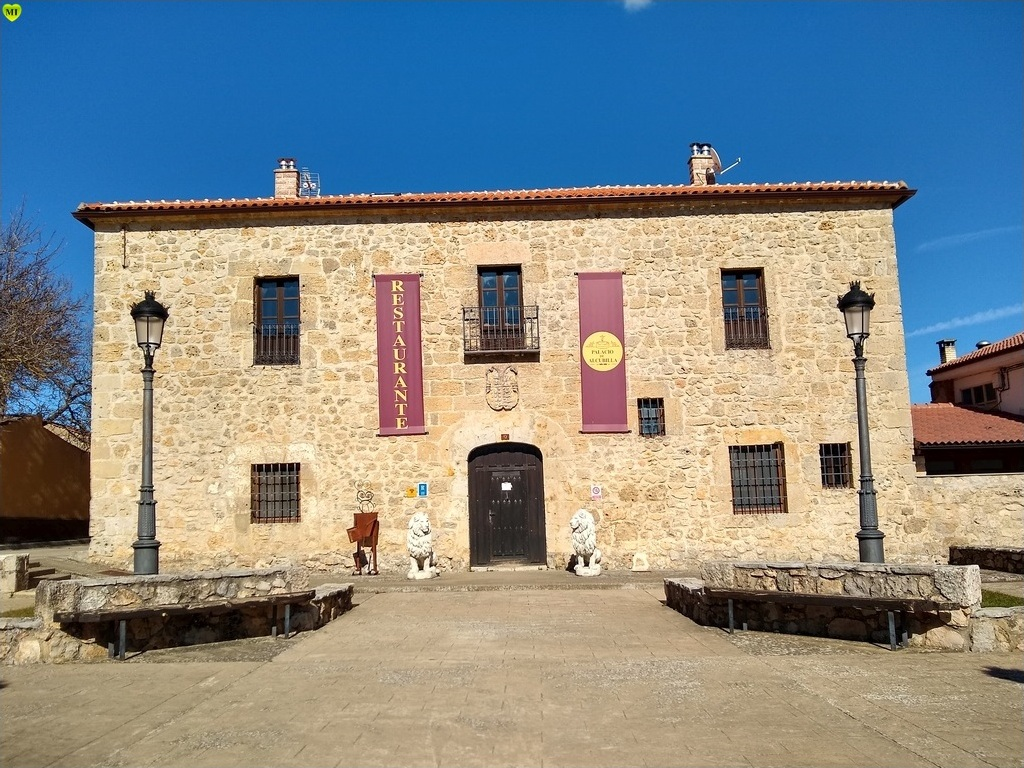
Herrenhaus
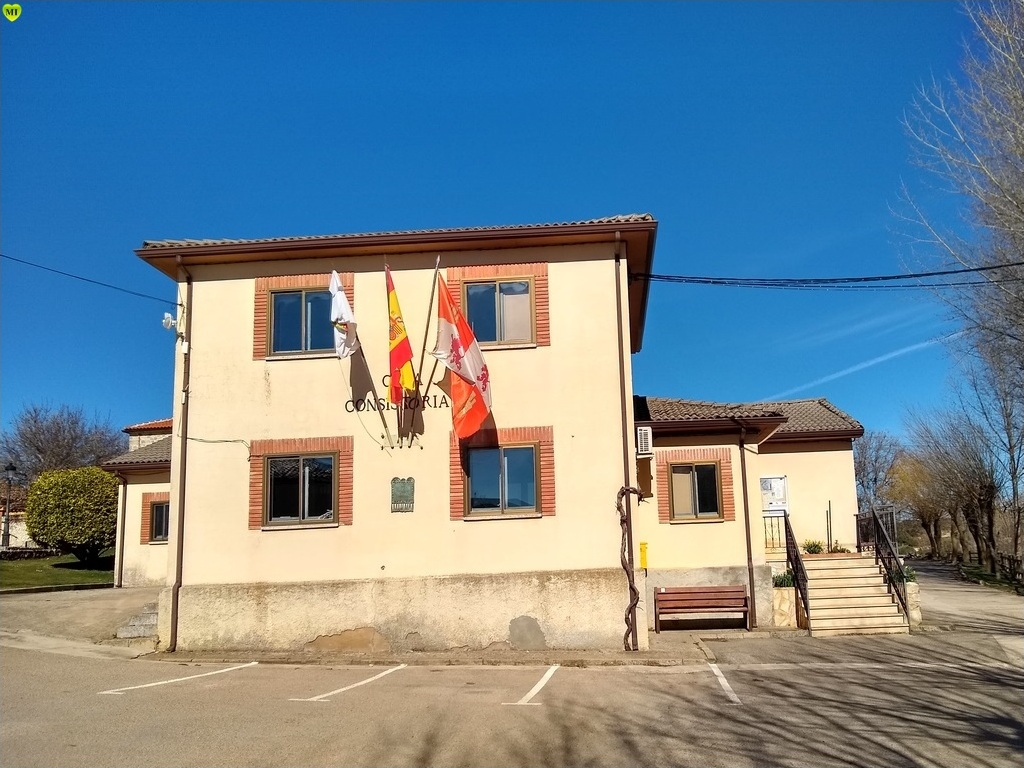
Rathaus